# 性爱后遗症
《性爱后遗症》（英語：Lovesick），首播时名为《阴囊召回》（英語：Scrotal Recall），是一部由汤姆·艾吉创作，由Johnny Flynn、安东尼娅·托马斯、丹尼尔·英斯、汉娜·布里特兰和约书亚·麦奎尔主演的英国情景喜剧，于2014年10月在英国第四台首播。第二季由Netflix于2016年11月17日续订，并被宣传为Netflix原创剧集。第三季作为最终季于2018年1月1日在Netflix上独家播出。

## 剧情简介
该剧围绕一群大学同学在格拉斯哥西区合租的房子以及他们的浪漫生活展开。在迪伦·维特（弗林饰）被诊断出患有衣原体的他试图联系所有以前的性伴侣，告知他们他的诊断结果。迪伦与好朋友卢克·库兰（英斯饰）和伊维·道格拉斯（托马斯饰）住在一起，后者曾暗恋迪伦，但后来移情别恋，并于最近订婚。每一集的大部分内容都是通过闪回展示迪伦与众多女性的邂逅，以及他的朋友们所经历的变化。
第三季于2018年一月播出，聚焦于迪伦、依维和卢克之间的关系，以及奥格斯（麦奎尔饰）自己的个人问题。

## 演员

### 主要角色
- 強尼·弗林（英语：Johnny Flynn）饰演剧中主人公迪伦·维特（Dylan Witter）。他是一个有些不称职的浪漫主义者，从一段偶然的关系到另一段偶然的关系，通常期望高于实际。他从事园林绿化工作，是一名园林设计师，之前曾短暂担任过咖啡师。卢克称他为“Dyl”或“Dildo”。他的父母朱利安（托尼·加德纳（英语：Tony Gardner））和珍妮（西奥班·雷德蒙德（英语：Siobhan Redmond））出现在第三季中。
- 安东尼亚·托马斯饰演伊芙琳·“依维”·道格拉斯（Evelyn "Evie" Douglas），迪伦和卢克最好的朋友。她尖酸刻薄，通常单身。她似乎对迪伦（Dylan）有潜在的感情，尽管这种感情被他们之间的状况所迷惑。依维是一名插画家和摄影师。在第一部和第二部中，她一直与马尔订婚。
- 丹尼尔·英斯（英语：Daniel Ings）饰演卢克·库兰（Luke Curran）。是迪伦和艾维的好友兼室友。他是个没主见、不负责任、肤浅的人，但他对朋友有很深的感情，经常不遗余力地帮助他们。卢克在一家名为 Volcano Media 的公司担任应用程序开发人员。在第一集 "Cressida "中，他的母亲出现在一张照片中，特别是因为卢克和他的母亲之前留着相同的发型。
- 汉娜·布里特兰（英语：Hannah Britland）饰演阿比盖尔·桑德斯（Abigail Saunders），她是安格斯和海伦婚礼上的女招待，也是迪伦曾经的恋人之一。在迪伦联系她告知自己的诊断结果后，他们又恢复了暧昧关系。虽然不是她的主要职业，但在整个剧集中，她都是一位希望从事故事创作的作家。
- 约书亚·麦奎尔（英语：Joshua McGuire）饰演安格斯·贝克（Angus Baker），他是迪伦、卢克和依维的大学同学。他略显稚气，但似乎是这群人中最有学问的一个，拥有数学背景。
- 理查德·汤姆森饰演依维的未婚夫马尔科姆·“马尔”（Malcolm "Mal"），他是安娜的朋友。马尔曾经是一名军人，现在是一名警察，他利用自己的优势帮助伊维和她的朋友们。马尔对坚果过敏，这一点在情人节那天依维不小心喂他吃松子时得到了证实。他的父母菲奥娜（Deborah Findlay饰）和理查德（Karl Johnson）在 "Jonesy "一集中出现。尽管故事发生在格拉斯哥，汤姆森却是该剧主要演员中唯一的苏格兰演员。
- 克拉里扎·克莱顿（英语：Klariza Clayton）饰演脱衣舞女霍利（Holly），她在脱衣舞俱乐部的第一天就遇到了安格斯和这群人。在跳了一段大腿舞后，她与安格斯建立了感情。
- 雅斯敏·阿克拉姆（英语：Yasmine Akram）饰演玛莉亚·“乔纳斯”·琼斯（Maria "Jonesy" Jones），一个活泼可爱的大学同学。她有严格的禁止恋爱政策。

## 集数列表
| 季數 | 集数 | 集数 | 上線日期       | 上線日期       | 上線日期  |
| 季數 | 集数 | 集数 | 首映           | 季终           | 电视网    |
| ---- | ---- | ---- | -------------- | -------------- | --------- |
| 1    | 6    | 6    | 2014年10月2日  | 2014年11月6日  | Channel 4 |
| 2    | 8    | 8    | 2016年11月17日 | 2016年11月17日 | Netflix   |
| 3    | 8    | 8    | 2018年1月1日   | 2018年1月1日   | Netflix   |

### 第一季 (2014)
| 總集數 | 集數 （） | 標題     | 導演            | 編劇     | 首播日期       |
| --- | --------- | -------- | --------------- | -------- | -------------- |
| 1 | 1         | 艾比盖尔 | Elliot Hegarty  | Tom Edge | 2014年10月2日  |
| 迪伦必须联系所有与他上过床的女孩，告诉她们他得了衣原体。他的思绪回到了阿比盖尔，一个闪回揭示了他试图忘记的决定性时刻...              |           |          |                 |          |                |
| 2 | 2         | 安娜     | Elliot Hegarty  | Tom Edge | 2014年10月9日  |
| 时光倒回到18个月前，卢克正与心理学学生克莱奥享受着人生中最美妙的性爱，但他很想避免深入交谈，以防克莱奥发现他其实很肤浅。             |           |          |                 |          |                |
| 3 | 3         | 克莉希妲 | Elliot Hegarty  | Tom Edge | 2014年10月16日 |
| 时光倒回到10个月前，卢克拉着迪伦和伊维去乡下参加一个豪华派对。卢克急切地想和儿时暗恋的伊洛娜上床，伊洛娜在他的“死前要做的事”清单上。 |           |          |                 |          |                |
| 4 | 4         | 珍       | Gordon Anderson | Tom Edge | 2014年10月23日 |
| 时光倒回到三年前，那天是伊维的生日，她打算在一顿安静的晚餐上告诉迪伦她对他的感情，但这个夜晚却被他们的朋友劫持了。                   |           |          |                 |          |                |
| 5 | 5         | 贝瑟妮   | Gordon Anderson | Tom Edge | 2014年10月30日 |
| 在四年前的闪回中，迪伦惊慌失措地发现自己和贝瑟妮有了认真的关系，而卢克则和新老板戴安娜闹得不可开交。                                 |           |          |                 |          |                |
| 6 | 6         | 菲比     | Gordon Anderson | Tom Edge | 2014年11月6日  |
| 迪伦开始追踪菲比，但菲比没有回他任何信息。这引发了六年前的一幕倒叙，当时这群人正在酒吧里进行智力竞赛。                               |           |          |                 |          |                |

### 第二季 (2016)
| 總集數 | 集數 （） | 標題         | 導演            | 編劇                                | 上線日期       |
| --- | --------- | ------------ | --------------- | ----------------------------------- | -------------- |
| 7 | 1         | 法兰琪       | Elliot Hegarty  | Tom Edge                            | 2016年11月17日 |
| 在向伊维表白之后，迪伦回想起了与一帮人和他的嬉皮女友弗兰基在乡下度过的一个不愉快的周末。                       |           |              |                 |                                     |                |
| 8 | 2         | 亚蓋塔       | Elliot Hegarty  | Tom Edge                            | 2016年11月17日 |
| 迪伦开始与安格斯婚礼上的酒店服务员阿比盖尔交往。六年前，他在一次家庭聚会上第一次见到了伊维。                   |           |              |                 |                                     |                |
| 9 | 3         | 艾米         | Elliot Hegarty  | Tom Edge                            | 2016年11月17日 |
| 安格斯的朋友们鼓励他离婚后开始约会。迪伦收到了艾米的回信，想起了那段让他陷入尴尬境地的艳遇。                   |           |              |                 |                                     |                |
| 10 | 4         | 莉芙         | Elliott Hegarty | Tom Edge                            | 2016年11月17日 |
| 迪伦和阿比盖尔看中了一套公寓，卢克去接受治疗。三年半前，安格斯和海伦订婚了——而且还互不相让。                   |           |              |                 |                                     |                |
| 11 | 5         | 伊莎贝尔     | Gordon Anderson | Tom Edge                            | 2016年11月17日 |
| 在一次威士忌品鉴会上，伊维、迪伦和卢克回想了一次醉酒后的颁奖典礼，在那次典礼上，他们都没有按计划行事。         |           |              |                 |                                     |                |
| 12 | 6         | 艾玛         | Gordon Anderson | Tom Edge                            | 2016年11月17日 |
| 迪伦与旧女友艾玛见面。在闪回镜头中，依维和迪伦在情人节感到了压力，而卢克则在向前女友求爱。                     |           |              |                 |                                     |                |
| 13 | 7         | 琼斯         | Gordon Anderson | Tom Edge, Ed Macdonald & Andy Baker | 2016年11月17日 |
| 迪伦与朋友乔纳斯重新建立了联系，但乔纳斯却不记得曾与他上过床。三个月前，他们试图用一个疯狂的夜晚让他振作起来。 |           |              |                 |                                     |                |
| 14 | 8         | 艾比盖尔(二) | Gordon Anderson | Tom Edge                            | 2016年11月17日 |
| 安格斯离婚派对的第二天，阿比盖尔不接迪伦的电话。他、卢克和依维试图拼凑前一晚发生的事情。                       |           |              |                 |                                     |                |

### 第三季 (2018)
| 總集數 | 集數 （） | 標題           | 導演            | 編劇         | 上線日期     |
| --- | --------- | -------------- | --------------- | ------------ | ------------ |
| 15 | 1         | 安迪与奥利维亚 | Aneil Karia     | Tom Edge     | 2018年1月1日 |
| 迪伦和大家一起参加了阿比盖尔的文学节。与此同时，依维觉得自己和迪伦花了好几年时间才搞清楚状况，而他和阿比盖尔却似乎过得很好，这让她感到嫉妒。依维搬去和卢克同居。 |           |                |                 |              |              |
| 16 | 2         | 邦妮           | Aneil Karia     | Andy Baker   | 2018年1月1日 |
| 迪伦忘了取消伊维的母鸡派对。大家和伊维的表妹一起，花了一个下午做肥皂和唱卡拉 OK。                                                                                |           |                |                 |              |              |
| 17 | 3         | 艾比盖尔(三)   | Aneil Karia     | Tom Edge     | 2018年1月1日 |
| 迪伦、依维和阿比盖尔之间的三角恋达到高潮，而卢克则在夜总会里寻找爱情。                                                                                           |           |                |                 |              |              |
| 18 | 4         | 伊薇           | Gordon Anderson | Tom Edge     | 2018年1月1日 |
| 迪伦、卢克和安格斯的感情生活都经历了复杂的变化。 |           |                |                 |              |              |
| 19 | 5         | 玛莎           | Gordon Anderson | Mark Grimmer | 2018年1月1日 |
| 迪伦父母的惊喜派对引出了一个埋藏在心底的秘密。卢克迷失了方向，而安格斯找到了同类。                                                                               |           |                |                 |              |              |
| 20 | 6         | 圣杯皇后       | Gordon Anderson | Tom Edge     | 2018年1月1日 |
| 卢克在集市上被迫面对自己对钟斯的感情。安格斯审视了自己过去的感情经历。                                                                                           |           |                |                 |              |              |
| 21 | 7         | 塔莎           | Aneil Karia     | Ed Macdonald | 2018年1月1日 |
| 迪伦偶然发现了名单上的最后一个名字——他的前女友塔莎。 |           |                |                 |              |              |
| 22 | 8         | 伊薇(二)       | Gordon Anderson | Tom Edge     | 2018年1月1日 |
| 在大学同学聚会上，伊薇和迪伦遇到了伊薇的前男友。卢克试图逃避面对自己的感情。安格斯想出了一个计划，让自己在以前的大学同学面前显得更有成就感。                     |           |                |                 |              |              |

## 制作
Netflix于2015年4月在美国上线第一季，并被标记为“Netflix原创剧集”。由于播出后反响热烈，Netflix绕过第四台直接续订了第二季8集，于2016年11月在全球线上独家播出。
《性爱后遗症》在苏格兰格拉斯哥及其周边地区的许多地点拍摄。大多数户外场景都是在城市西区拍摄的，该剧以凯尔文格罗夫公园、格拉斯哥大学和帕蒂克为特色。 

### 名称变更
从Channel 4转移到Netflix播出后，剧名由《阴囊召回》改为《性爱后遗症》。安东尼娅·托马斯表示，虽然之前的剧名比较符合剧情，但并不能准确表达节目的基调。 托马斯对更名感到满意，并表示第二季将继续遵循第一季的形式，但会更加深入。 

## 评价
《性爱后遗症》因其故事情节和表演而广受好评。评论聚合网站烂番茄根据三季的 27 条评论总数，给该剧平均评分为 97%。 《Paste》杂志表示：“在情景喜剧的世界中，这种诚实的做法令人耳目一新，这些情景喜剧专注于富有的男女从大学宿舍直接搬进曼哈顿的阁楼并获得繁荣的职业生涯。《性爱后遗症》就是要保持真实。”

## 外部連結
- 在Netflix上觀看《性爱后遗症》
- 互联网电影数据库（IMDb）上《性爱后遗症》的资料（英文）